# برتران وکتن
برتران وکتن (فرانسوی: Bertrand Vecten‎؛ زادهٔ ۲۶ فوریهٔ ۱۹۷۲) قایقران روئینگ اهل فرانسه است.